# Batman: The Brave and the Bold
Batman: The Brave and the Bold (Brasil: Batman: Bravos e Destemidos / Portugal: Batman: Os Valentes e Audazes) é uma série de desenho animado estadunidense produzida em conjunto pela Warner Bros. em colaboração com a DC Comics. O enredo é baseado na série de histórias em quadrinhos The Brave and the Bold. A série se estreou de aires a as 7:00 p.m. ET/PT tempo em 14 de novembro de 2008 em Cartoon Network nos Estados Unidos.
O desenho enfoca em Batman trabalhando em conjunto com diferentes heróis do Universo DC, como o Arqueiro Verde e o Besouro Azul, na luta contra os criminosos. O tom sério e sombrio das animações anteriores do Homem-Morcego foram substituídos pelos textos bem-humorados, lembrando o seriado da década de 1960 e os quadrinhos ilustrados por Dick Sprang e Sheldon Moldoff.
O desenho mostra Batman trabalhando com heróis da Era de Ouro dos Quadrinhos, como o primeiro Flash, Jay Garrick.
No Brasil, a série estreou no dia 4 de abril de 2009 no Cartoon Network e no programa Bom Dia & Cia do SBT em 5 de outubro de 2009.[carece de fontes?]
Em Portugal, a série estreou no Cartoon Network e mais tarde na RTP 2. Também estreou no Panda Biggs em 13 de agosto de 2012.

## Visão geral
Cada episódio de Batman: The Brave e Bold apresenta o personagem principal (Batman) se unindo a outros personagens secundários do Universo DC para impedir vilões menores ou para resolver crimes. A maioria dos episódios tem uma introdução não relacionada ao restante do episódio. Na primeira temporada, o vilão foi Equinox, que mais tarde retornou em "Time Out for Vengeance!"; e na segunda temporada, o vilão era o alienígena Starro. Durante a produção, o criador do programa disse que, se a aparição de um personagem numa dessas introduções fosse considerada bem-sucedida, ele poderia explorar o personagem na aventura principal de um episódio futuro.
Foi anunciado na San Diego Comic Con de 2010 que Batman: The Brave e Bold terminariam após a terceira temporada, que teve 13 episódios. A produção de em uma nova série animada do Batman, foi inciada com o objetivo de ter um tom mais sério.  No entanto, um novo crossover diretamente em vídeo com o Scooby-Doo, intitulado Scooby-Doo! & Batman: The Brave and the Bold, foi anunciado para ser lançado em 2018.